# Papa Constantí
Constantí (Síria, ? - ?, 9 d'abril de 715) va ser Papa de l'Església Catòlica entre el 708 i el 715. A excepció de l'Antipapa Constantí, va ser l'únic papa que va prendre el nom oriental d'un emperador. Durant aquest període, el nom regne també va ser utilitzat pels emperadors i patriarques.
Escollit com un dels últims papes Papes de l'Imperi Romà d'Orient, el moment decisiu del pontificat de Constantí va ser la seva visita al 710/711 a Constantinoble, on va comprometre amb Justinià II els cànons Trullanos del Concili Quinisext. Constantí va ser l'últim Papa a visitar Constantinoble fins que el papa Pau VI ho va fer el 1967.
Millorà la relació amb l'emperador Justinià II, per no agreujar la divisió amb l'església oriental. El successor de Justinià, Bardà, va ser el primer emperador que va buscar la legitimitat papal en coronar-se. Com que Constantí li negà a causa de les seves creences monotelistes, va tornar l'enfrontament religiós entre Roma i Constantinoble.

## Biografia
Constantí era un sirià de naixement, fluid en llengua grega i immers en rituals i pràctiques orientals. En la seva educació, hauria estat "plenament fàcil en el medi oriental de la cort romana d'Orient de principis del segle vuit".
Abans de la seva elecció com a papa, havia visitat Constantinoble dues vegades. Va ser un dels legats romans al Tercer Concili de Constantinoble el 680/681. També va lliurar una carta combativa del papa Lleó II a Constantí IV en 682. Va conèixer i va desenvolupar una relació amb el príncep Justinià, l'hereu aparent al tron romà d'Orient, en ambdues ocasions.

### Elecció com a Papa
El predecessor de Constantí, el papa Sisini, també sirià, va ser papa durant només vint dies. Constantí es va convertir en Papa el març de 708, menys de dos mesos més tard. Constantí va ser un dels molts papes grecs del papat bizantí, període durant el qual Roma estava sota el domini de l'Imperi Romà d'Orient i els papes requerien de l'aprovació de l'emperador per a la consagració com a papa.
El problema definitiu del papat en el moment de l'elecció de Constantí va ser el rebuig occidental dels cànons de Trullan del Concili Quinisext. El papa Joan VII havia rebut els cànons per a la seva aprovació i els havia enviat de tornada, "sense cap modificació". El predecessor de Joan VII, Sant Sergi I, havia dit que preferia morir que subscriure's al concili.

### Visita papal a Constantinoble
El 710, Justinià II va exigir en un iussio que Constantí comparegués davant l'emperador a Constantinoble. El mandat imperial va fer "obvi que l'emperador implacable volia resoldre d'una vegada per totes la qüestió de l'acceptació per part de Roma dels decrets de Trullan". A diferència dels seus predecessors, Constantí no va retardar ni va fer excuses per evitar acudir a la ciutat imperial; de fet, «es va identificar amb Bizanci com potser cap pontífex romà abans que ell hagi fet». Abans de la marxa de Constantí, l'emperador havia cegat l'arquebisbe Félix de Rávena per conspirar per enderrocar l'emperador, un acte que havia millorat la relació papal-romana d'Orient. No obstant això, la principal motivació de Constantí per al viatge era "prevenir" una bretxa entre Roma i Constantinoble sobre els decrets de Trull.
Constantiná va partir el 5 d'octubre de 710. A Constantinoble, Constantí es va quedar al Palau de Placídia, que havia estat ocupat anteriorment pel Papa Vigili el 547, els representants del papa Martí I i pel Papa Agató (mentre assistia al Tercer Concili de Constantinoble). Onze dels tretze companys de Constantí que es poden identificar per nom (dos bisbes, tres sacerdots i tots els alts membres de la cancelleria papal i la llar) també eren d'extracció oriental. També va acompanyar a Constantí el futur Papa Gregori II, un diaca i un altre sotsdiaca llatí anomenat Julià. Constantí va triar específicament assistents que eren «de la mateixa estofa» que ell, i probablement simpatitzants amb l'Orient.
Mentre es detenia en trànsit a Nàpols, Constantí va fer camí amb l'Exarca de Ravenna, Joan III Rizocop, i després, en el seu camí cap a Roma, va executar quatre oficials papals d'alt rang tallant-los el coll. Els quatre (com ho demostren els seus retards) es van oposar a la nova política de reapropament de Constantí amb Constantinoble. Curiosament, el mateix Constantí va saber per la carta de l'exarca abans de marxar cap a Sicília, després a Gallipoli, i finalment a Òtranto, on el grup es va quedar a l'hivern. A la primavera, Constantí va travessar el mar Jònic, trobant-se amb l'estrateg de la flota imperial a l'illa de Quios i va ser rebuda pel Karabisianoi abans de continuar cap a Constantinoble.
Constantí va entrar a Constantinoble en un "cavall encapçalat amb roba de sorra daurada i brides daurades i portava sobre el cap el kamelaukion, o la diadema, que el sobirà només estava autoritzat a portar i després només en "una gran festa pública del Senyor". El fill de l'emperador Justinià II i coemperador Tiberi (juntament amb el Patriarca Kyros, senadors, nobles, clergues, i molts altres) va rebre Constantí en la setena fita de la ciutat en l'estil d'un adventus imperial. Justinià II va estar a Nicea aleshores i va instar al pontífex a trobar-se a Nicomèdia. El Liber pontificalis explica una escena estranya de l'emperador coronat que es prostra davant el papa, però és probable fos una salutació més mútua. Aquell diumenge, Justinià II va rebre la comunió de mans del papa i va emetre una vaga confirmació dels diversos privilegis de la Seu Romana.
Les negociacions sobre els cànons de Trullan van ser conduïdes pel futur Papa Gregori II. Es va aconseguir un grau de compromís (l'anomenat "Compromís de Nicomedia") que «descartava diplomàticament» el tema real de la seva acceptació. Mentre Constantí va fer concessions pel que fa a l'economia, no va donar motiu a la gran majoria dels greuges romans. L'acord estava més dissenyat per garantir la unitat política oriental-oest que resoldre qualsevol disputa doctrinal. El fet que Constantí hagués estat convocat a Constantinoble era la veritable prova que «l'escriptura imperial encara corria a Roma». Constantí va abandonar la ciutat l'octubre de 711.

### Darreres disputes imperials
No obstant això, poc després del retorn de Constantí a Roma, Justinià va ser assassinat per tropes amotinades, al novembre de 711.
El nou emperador Filípic Bardanes era un seguidor del monotelisme, va rebutjar els acords del Tercer Concili de Constantinoble i va exigir el suport de Constantí a l'opinió que Crist només tenia una sola voluntat. En 712, Constantí va rebutjar la demanda de Filípic per revifar el monotelisme. També es va negar a rebre un retrat imperial o monedes amb la imatge de l'emperador i també es va negar a commemorar l'emperador en la Missa. Com l'exarca (el representant imperial a Itàlia) va intentar fer complir la presència imperial, hi va haver enfrontaments, però Constantí va ser capaç de calmar la situació.
Filípic va ser enderrocat el juny de 713 i el seu successor, Anastasi II, havia ordenat a Escolàstic lliurar al papa una carta que afirmava el seu suport al Sisè Consell General.
Constantí va morir el 9 d'abril del 719 i va ser enterrat a la basílica de Sant Pere.